# Syntax Terror
«Syntax Terror» es un sencillo de la banda finlandesa de hard rock Lordi, que fue publicado el 13 de diciembre de 2024. Es el primer sencillo del álbum Limited Deadition.
Mr. Lordi describe el sencillo como:

La composición de esta canción comenzó con un riff de teclado inspirado en las bandas sonoras de películas de acción de los 80. En los versos pensé en Judas Priest, en el estribillo en Manowar, y para el toque final, gritos al estilo de Udo Dirkschneider. 'Syntax Terror' pinta imágenes abstractas con cada línea
Mr. Lordi

## Lista de canciones
- Syntax Terror (4:10)

## Créditos
- Mr. Lordi (vocalista)
- Kone (guitarra)
- Hiisi (bajo)
- Mana (batería)
- Hella (piano)